# Compsoctena
Compsoctena é um gênero de mariposa pertencente à família Acrolophidae.